# Parafia św. Wojciecha w Gawłuszowicach

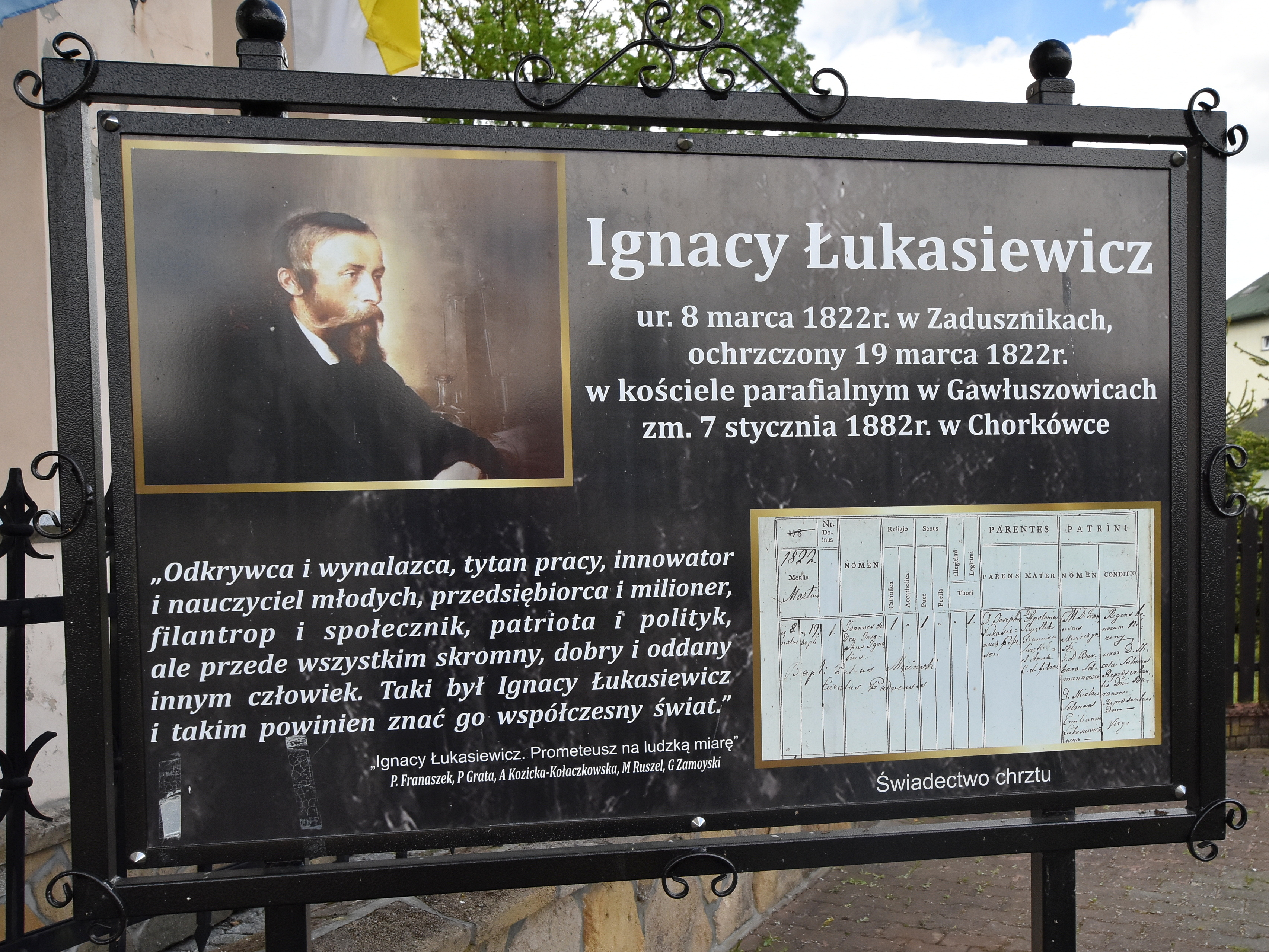
Gawłuszowice, kościół św. Wojciecha, tablica z datą urodzin i świadectwem chrztu Ignacego Łukasiewicza

Parafia św. Wojciecha – rzymskokatolicka parafia należąca do diecezji sandomierskiej. Jej siedziba mieści się w Gawłuszowicach, powiecie mieleckim, województwie podkarpackim.

## Historia parafii
Parafia została uposażona 12 marca 1215 r. przez Krystyna z Obichowa miejscowego właściciela majątku. Obecny kościół jest trzecim z kolei. Został zbudowany w 1677 roku pod kierunkiem cieśli Stanisława Karkutowicza. Do parafii, oprócz kościoła parafialnego, zabytku klasy 0, należą kaplica w Brzyściu i kościół w Rożniatach.
Parafia posiada akta parafialne od 1830 r. Przy wspólnocie działają liturgiczna służba ołtarza, schola, koło żywego różańca, koła Radia Maryja, Apostolstwo Dobrej Śmierci, Legion Maryi oraz chór parafialny Gaudete. Szczególnie uroczyście 13 każdego miesiąca w okresie od kwietnia do października odprawiane są nabożeństwa do Najświętszej Maryi Panny. Odpust w parafii odbywa się na św. Wojciecha (niedziela po 23 kwietnia).

## Miejsca kultu
- Kościół św. Wojciecha w Gawłuszowicach
- Kaplica Matki Bożej Częstochowskiej w Brzyściu
- Kościół św. Józefa w Rożniatach

## Zasięg parafii
Do parafii należą wierni z miejscowości: Brzyście, Gawłuszowice, Kliszów, Krzemienica, Ostrówek, Wola Zdakowska.

## Proboszczowie
- ks. Adam Pikula (2023–)[1]